# Liste der Bodendenkmäler in Tecklenburg
Die Liste der Bodendenkmäler in Tecklenburg enthält die denkmalgeschützten unterirdischen baulichen Anlagen, Reste oberirdischer baulicher Anlagen, Zeugnisse tierischen und pflanzlichen Lebens und paläontologischen Reste auf dem Gebiet der Stadt Tecklenburg im Kreis Steinfurt in Nordrhein-Westfalen (Stand: Oktober 2020). Diese Bodendenkmäler sind in Teil B der Denkmalliste der Stadt Tecklenburg eingetragen; Grundlage für die Aufnahme ist das Denkmalschutzgesetz Nordrhein-Westfalen (DSchG NRW).
| Bild           | Bezeichnung                                                                       | Lage               | Beschreibung | Bauzeit | Eingetragen seit | Denkmal- nummer |
| -------------- | --------------------------------------------------------------------------------- | ------------------ | --- | ------- | ---------------- | --------------- |
|                | Steinbruch „Klöppers Kuhle“                                                       | Brochterbeck       | Aufgelassenes Steinbruch- und Grubengelände. Abgebaut wurden Kalksandsteine des Mittleren Wealden (Stratigraphie nach KELLER 1956). Zwischen diesen Sandsteinen liegen zwei 10 bzw. 20 cm mächtige Kohleflöze, die durch sandige und tonige Beimengungen stark verunreinigt sind. Beweis ihrer autochthonen Entstehung sind die dunkel geflammten Wurzelböden. |         | 05.10.1989       | 77              |
|                | Turmhügelburg „Schulte-Uebbing“                                                   | Brochterbeck       | Mittelalterliche Turmhügelburg. Zweiteilige, von breiten Gräften umschlossene Anlage mit Vorburg im Nordwesten und südöstlich gelegener Hauptburg. Auf dem annähernd ovalen Turmhügel (H.ca. 4 m) sind Fundamente eines Steinturmes erhalten. Bei Restaurierungsarbeiten (1973/74), in deren Verlauf die Gräften (mit Ausnahme der noch untertägig erhaltenen südwestl. Vorburggräfte) wiederhergestellt werden konnten, wurden zwischen Vor- und Hauptburg Holzpfeiler einer ehem. Brücke freigelegt. Die Burganlage befindet sich heute in einem guten Gesamtzustand. |         | 05.10.1989       | 78              |
| weitere Bilder | Burg Tecklenburg                                                                  | Tecklenburg Karte  | Ausgedehnte Höhenburg, nachweisbar ab dem 12. Jahrhundert, aber wohl bereits im 11. Jh. entstanden. Umbauten des 14./15. Jh., des 16./17. Jh. Sowie des 18. Jh. Burganlage bestehend aus Haupt- und Vorburg mit zugehörigen Befestigungsmauern, Bastionen, Kasematten und vorgelagerten Bermen, Gräben und befestigten Hängen. Zur Burganlage gehören weiterhin die Zuwegung (Schloßstraße) sowie das 1570 entstandene, seit 1660 als Legge genutzte Torhaus. Obertägig erhalten Mauern und Geländerreste, untertägig erhalten Fundamentreste, Keller, Brunnen, Gänge, Kasematte und Gräben. Nutzung zum Zeitpunkt der Eintragung: Gebäude- und Freifläche, Freilichtbühne, Verkehrsfläche |         | 29.11.1994       | 83              |
|                | ehemaliges Amtsgerichtgefängnis                                                   | Tecklenburg        | vermutlich um 1819, Bau- und Bodendenkmal |         | 29.11.1994       | 86              |
|                | Gut Rehorst                                                                       | Leeden             | Gutsgebäude (Hauptgebäude) und Gräftenanlage auf Grundmauerresten (Kellergewölben) des ehem. gräflichen Jagdschlosses im Habichtswald |         | 05.12.1994       | 87              |
|                | Grabhügel                                                                         | Leeden             | |         |                  | 91              |
|                | Grabhügelfeld                                                                     | Leeden             | |         |                  | 92              |
|                | Frühgeschichtliche Siedlung (um 1000)                                             | Ledde              | |         |                  | 93              |
| BW             | Wallburg Schweinskopf                                                             | Brochterbeck Karte | Bronzezeitliche Wallburg Schweinskopf bei Brochterbeck; Etwa ovale Wallburg, eingefasst von erhaltenem Wall im Westen, Süden und Osten. Im Norden bilden meist Klippen einen natürlichen Schutz. In dem Wall durch Ausgrabungen nachgewiesen verbrannte Balkenkonstruktion. Die Wallburg entstand in der Frühbronzezeit um 1850 vor Christi Geburt. Nachgewiesen ist auch ein Umbau der Befestigung um 1700 b. Christi Geburt. |         | 30.09.2016       | 124             |
|                | Östlicher aufgelassener Steinbruch der Firma Wallmeyer und Söhne bei Brochterbeck | Brochterbeck       | Erdgeschichtliches Bodendenkmal „Östlicher aufgelassener Steinbruch der Firma Wallmeyer und Söhne bei Brochterbeck“. Typuslokalität der sog. Brochterbeck-Formation mit bedeutsamer Fossilführung aus der untersten Oberkreide (Cenoman, vor ca. 95 Mio. Jahren). Im südlichen Teil des Steinbruchs Übergang zur Hesseltal-Formation mit schwarzen Tonsteinen und bunten Kalkbänken, ebenfalls mit bedeutsamer Fossilführung. |         | 10.03.2017       | 125             |